# Kataï
Pour plus de détails, voir Fiche technique et Distribution.
Kataï est un moyen métrage français réalisé par Claire Doyon et sorti en 2011.

## Fiche technique
- Titre : Kataï
- Réalisation :  Claire Doyon
- Scénario : Géraldine Bouchardot et Claire Doyon
- Photographie : Sébastien Buchmann
- Décors : Misa Ishibashi
- Son : Arnaud Julien
- Montage : Pauline Gaillard
- Musique : Jun Miyake
- Production : Ecce Films
- Pays :  France
- Durée : 31 minutes
- Date de sortie : France - 29 janvier 2011

## Distribution
- Joana Preiss : Kataï
- Christine Boisson : la mère de Kataï
- Constance Rousseau : Lucie
- Nicolas Moreau : Max
- Valérie Massadian : Valérie

## Sélections
- Festival de Locarno 2010[1]
- Festival international du court métrage de Clermont-Ferrand 2011[2]
- Festival Premiers Plans d'Angers 2011[3]